# 赤間二郎
赤間 二郎（あかま じろう、1968年3月27日 - ）は、日本の政治家、元プロボクサー。自由民主党所属の衆議院議員（6期）。
衆議院国土交通委員長、内閣府副大臣（第3次安倍第3次改造内閣・第4次安倍内閣）、総務副大臣兼内閣府副大臣（第3次安倍第2次改造内閣）、総務大臣政務官（第2次安倍改造内閣・第3次安倍内閣）、自民党副幹事長、神奈川県議会議員（2期）を務めた。
衆議院議員としての登録名などは、あかま二郎。

## 経歴
神奈川県相模原市生まれ（現住所は同市中央区横山台2丁目）。相模原市立横山小学校、相模原市立清新中学校、神奈川県立相模原高等学校、立教大学経済学部卒業。
大学時代は体育会ボクシング部で副主将を務め、リーグ優勝を経験。1998年には、横田スポーツジム所属ライト級プロボクサーとして4回戦を後楽園ホールで経験した。
大学卒業後、渡英しマンチェスター大学大学院にて社会政策を学び、ディプロマを取得している。帰国後、当時神奈川県議会議員であった父の赤間一之を手伝う傍ら、知的障がい者地域作業所の運営に協力している。現在も保護司として活動している。

### 地方議員に
1999年、神奈川県議会議員選挙へ無所属で挑戦し、初当選（当時31歳）。県議会議員相模原市選挙区での無所属の当選は16年ぶりのことであった。県議会議員当選後、自民党に所属した。
初当選から4年間、「県会議員あかま二郎の“おさるでも分かる”政治手帖」とのタイトルでマンガ機関紙を毎月2回発行していた。その機関紙は本として2002年12月に発刊された。
2003年、神奈川県議会議員選挙でトップ当選で再選される。自転車にノボリを付けての選挙運動は相模原において草分け的存在とされ、真似る議員が続出した。神奈川県議会では、自民党県議団政調会副会長や特別委員会副委員長を歴任。

### 国政へ
神奈川県議会議員2期目では自民党県議団の次代を担うホープと見なされていた一方で神奈川14区の藤井裕久（当時は民主党代表代行）の対抗馬として名前が挙がる。自民党候補者の選考にあたり、相模原としては初となる公募方式となり、論文審査・面接をクリアし、自民党公認候補者となった。2005年9月11日の第44回衆議院議員総選挙では、神奈川14区で藤井を破り、初当選。国会では、議院運営委員会、総務委員会などに所属し、もっぱら地方自治の法整備に注力した。
2009年の第45回衆議院議員総選挙で神奈川14区から出馬し落選。同選挙では、公明党の推薦も受けていた。
2012年の第46回衆議院議員総選挙で当選、国政に復帰した。
2014年9月4日、第2次安倍改造内閣で総務大臣政務官に就任。同年の第47回衆議院議員総選挙で3選。
2016年8月5日、第3次安倍第2次改造内閣で総務副大臣兼内閣府副大臣に就任。
2017年3月に総務副大臣として台湾に訪問し、日本台湾交流協会が主催する食品・観光イベントの開幕式に出席した。1972年の日台断交以来、副大臣級が公務で台湾を訪問するのは初めて（2006年に宮腰光寛農林水産副大臣が訪台して陳水扁総統らと会談しているが、これは私的訪問との位置付けだった）。同年9月27日、自民党を離党して希望の党結党に参加した福田峰之の後任として、内閣府副大臣に就任。同年の第48回衆議院議員総選挙で4選。
2018年10月、自民党総務部会長に就任。
2020年10月、衆議院国土交通委員長に就任。
2021年10月31日、第49回衆議院議員総選挙で5選。
2024年10月27日、第50回衆議院議員総選挙で6選。

## 政策
- 憲法改正と集団的自衛権の行使に賛成。
- アベノミクスを評価する。
- 原発は日本に必要。
- 村山談話・河野談話を見直すべき[14]。
- 選択的夫婦別姓制度導入について、2014年の調査では「どちらとも言えない」としていた[15]が、2017年の調査では、「どちらかといえば賛成」としており[16]、2021年3月には、自民党有志が設立した「選択的夫婦別氏制度を早期に実現する議員連盟」に参加し、同連盟の幹事に就任している[17]。

## 所属団体・議員連盟
- 神道政治連盟国会議員懇談会[18]
- みんなで靖国神社に参拝する国会議員の会[18]
- 日本会議国会議員懇談会
- 再チャレンジ支援議員連盟
- 83会
- 北京オリンピックを支援する議員の会
- 選択的夫婦別氏制度を早期に実現する議員連盟（幹事）

## 選挙歴
| 当落 | 選挙                   | 執行日         | 年齢 | 選挙区         | 政党       | 得票数     | 得票率 | 定数 | 得票順位 /候補者数 | 政党内比例順位 /政党当選者数 |
| ---- | ---------------------- | -------------- | ---- | -------------- | ---------- | ---------- | ------ | ---- | ------------------ | ---------------------------- |
| 当   | 1999年神奈川県議員選挙 | 1999年4月11日  | 31   | 相模原市選挙区 | 無所属     |            | ーー   |      | /                  | /                            |
| 当   | 2003年神奈川県議員選挙 | 2003年4月13日  | 35   | 相模原市選挙区 | 自由民主党 | 2万6683票  | ーー   | 8    | 1/12               | /                            |
| 当   | 第44回衆議院議員総選挙 | 2005年09月11日 | 37   | 神奈川県第14区 | 自由民主党 | 13万5719票 | 50.95% | 1    | 1/3                | /                            |
| 落   | 第45回衆議院議員総選挙 | 2009年08月30日 | 41   | 神奈川県第14区 | 自由民主党 | 10万4631票 | 36.77% | 1    | 2/5                | 19/6                         |
| 当   | 第46回衆議院議員総選挙 | 2012年12月16日 | 44   | 神奈川県第14区 | 自由民主党 | 10万494票  | 39.65% | 1    | 1/6                | /                            |
| 当   | 第47回衆議院議員総選挙 | 2014年12月14日 | 46   | 神奈川県第14区 | 自由民主党 | 10万9408票 | 47.22% | 1    | 1/4                | /                            |
| 当   | 第48回衆議院議員総選挙 | 2017年10月22日 | 49   | 神奈川県第14区 | 自由民主党 | 10万5953票 | 46.48% | 1    | 1/3                | /                            |
| 当   | 第49回衆議院議員総選挙 | 2021年10月31日 | 53   | 神奈川県第14区 | 自由民主党 | 13万5197票 | 53.76% | 1    | 1/2                | /                            |
| 当   | 第50回衆議院議員総選挙 | 2024年10月27日 | 56   | 神奈川県第14区 | 自由民主党 | 8万1428票  | 39.63% | 1    | 1/5                | /                            |